# Colonia Juárez, Guanajuato
Colonia Juárez är en ort i Mexiko.   Den ligger i kommunen Uriangato och delstaten Guanajuato, i den centrala delen av landet, 230 km väster om huvudstaden Mexico City. Colonia Juárez ligger 1 837 meter över havet och antalet invånare är 690.
Terrängen runt Colonia Juárez är huvudsakligen kuperad, men åt sydväst är den platt. Runt Colonia Juárez är det ganska tätbefolkat, med 166 invånare per kvadratkilometer. Närmaste större samhälle är Uriangato, 3,6 km väster om Colonia Juárez. I omgivningarna runt Colonia Juárez växer huvudsakligen savannskog.